# Alternativa por Castilla y León
Alternativa por Castilla y León (ACAL) fue una coalición electoral española surgida a finales de 2006 y constituida legalmente en marzo de 2007 y que agrupaba a partidos nacionalistas, regionalistas e independientes de Castilla y León. Sus promotores fueron la formación nacionalista castellana Tierra Comunera, el Partido de El Bierzo y el Partido del Progreso de Ciudades de Castilla y León. El Partido de El Bierzo formó parte de la coalición solo para las elecciones autonómicas, no para las municipales, en las que se presentó en solitario.
Aspiraban a conseguir 100.000 votos en Castilla y León y obtener representación en el parlamento autonómico. Su objetivo era acabar con el bipartidismo de PP y PSOE. 
Se presentaron en candidatura conjunta para las elecciones Autonómicas de Castilla y León 2007: Además de TC, forman parte de Alternativa de Castilla y León, Independientes de Palencia, Tiétar, Laguna, Riaza, el Partido del Bierzo, Partido del Progreso de las Ciudades y Comarcas de Castilla y León, Iniciativa de Soria, las Merindades, de Guardo, los Verdes de Segovia y hubo contactos con los Verdes de Laciana, Agrupación de Segovia y Unión del Pueblo Zamorano, si bien no fructificaron.
En 2008 al término de las elecciones Generales se sale de la coalición Tierra Comunera y el resto de partidos siguen formando Alternativa por Castilla y León. En 2009 Tierra Comunera y Alternativa por Castilla y León forman junto a otros partidos castellanistas-regionales de Castilla y León: Partido de Castilla y León (PCAL), para concurrir en única candidatura a Elecciones Autonómicas de Castilla y León 2011 y Generales 2012. En municipales lo de concurrir unidos o no tendrá que verse municipio a municipio llegado el momento.

## Componentes
- Tierra Comunera (ya no forma parte desde 2008 de Alternativa por Castilla y León)
- Partido de El Bierzo (solo para las autonómicas de 2007)
- Partido del Progreso de Ciudades de Castilla y León
- Iniciativa Merindades de Castilla
- CIVES-Palencia
- Agrupación Ávila Independiente
- Agrupación Palencia Independiente
- Agrupación Segoviana Independiente
- Centristas de Ávila
- Independientes de El Tiétar

## Resultados electorales
La coalición obtuvo 17.394 votos (1,16%) en las elecciones autonómicas de Castilla y León. Los resultados fueron malos comparándolos con los resultados que los partidos componentes habían recibido en elecciones anteriores. TC había obtenido en las autonómicas de 2003 18.357 votos (1,19%), en tanto que el Partido de El Bierzo en 2003 obtuvo 2016 votos (0,13%). En las elecciones municipales de 2007, con la denominación TC-ACAL, la coalición obtuvo 12.119 votos (0,81%). Solo TC en las municipales de 2003 ya superó esa cifra con un total de 13.696 votos (0,88%). En total, TC-ACAL obtuvo 86 concejales, fundamentalmente en la provincia de Burgos (65).